# كينيث هايمان
كينيث هايمان (بالإنجليزية: Kenneth Hyman)‏ هو منتج أفلام أمريكي، ولد في 1928 في نيويورك في الولايات المتحدة.

## وصلات خارجية
- كينيث هايمان على موقع IMDb (الإنجليزية)
- كينيث هايمان على موقع قاعدة بيانات الفيلم (الإنجليزية)